# Tracy-le-Mont
Tracy-le-Mont é uma comuna francesa na região administrativa de Altos da França, no departamento de Oise. Estende-se por uma área de 18.57 km². Em 2010 a comuna tinha 1 779 habitantes (densidade: 95,8 hab./km²).